# Țîbuleuca, Stînga Nistrului
Țîbuleuca este un sat din Unitățile Administrativ-Teritoriale din Stînga Nistrului (Transnistria), Republica Moldova.
Conform recensământului din anul 2004, populația localității era de 1.445 locuitori, dintre care 1.386 (95.91%) moldoveni (români), 43 (2.97%) ucraineni si 11 (0.76%) ruși.

## Legături externe
- pl Cebulówka în Dicționarul geografic al Regatului Poloniei și al altor țări slave, volum I (Aa — Dereneczna) anul 1880